# Paris Grey
Paris Grey, nata Shanna Jackson (Glencoe, 5 novembre 1965), è una cantante statunitense.
Fece parte del duo Inner City con Kevin Saunderson.
Il gruppo conquistò successo internazionale sul finire degli anni ottanta con i singoli Good Life, Big Fun e Ain't Nobody Better.